# Татарбунарська фортеця
Фортеця Татарбунари (тур. Tatar-Punar Kalesi) — фортеця, що існувала в XVI—XIX століттях на березі річки Кагач на території сучасного міста Татарбунари. Важливий стратегічний об'єкт у період російсько-турецьких війн.

## Історія
Згідно з уривком опису подій у Причорномор'ї, узятим зі збірки документів королівського архіву Польщі, у вересні 1628 року Татарбунарська фортеця вже будувалася або відбудовувалася Кенан-пашею. Факт існування замку вже у 1632 році засвідчив італійський мандрівник Нікколо Барсі (італ. Niccolo Barsi). Він занотував, як на середині шляху від Кілії до Аккерману в бідному селі Арабат (Arabath) знайшов прихисток та ночівлю в молдовській оселі, а також повідомив, що в містечку є нещодавно зведена, дуже гарна, але не захищена через відсутність гармат, цитадель. В самому селі та його околицях мандрівник побачив багато вітряних млинів та чимало гарних джерел води.
У 1648 році Гійом Левассер де Боплан інженер і військовий картограф французького походження, після довгого перебування в Україні, видає Генеральну карту України на якій між Акерманом і Кілією є фортеця Татаребарлат.
Османський мандрівник і етнограф Евлія Челебі, що побував у Причорномор'ї в 1656—1666 роках і, поза сумнівом, був добре інформований, свідчить про те, що у 1637 році зруйновану імовірно ногайськими татарами Татарбунарську фортецю наново відбудував капудан-паша Кенан-паша. Побудову ж першої фортифікаційної споруди в Татарбунарах можна пов'язати із завоюванням Буджака османським султаном Баязидом II у 1484 році. Вважається, що першу фортифікацію було побудовано у другій половині XVI століття, але достовірних підтверджень цього в історичних джерелах немає.
В термінології адміністративно-територіального поділу Османської імперії того часу населений пункт Татарбунари знаходиться на одному щаблі з Аккерманом і Кілією.

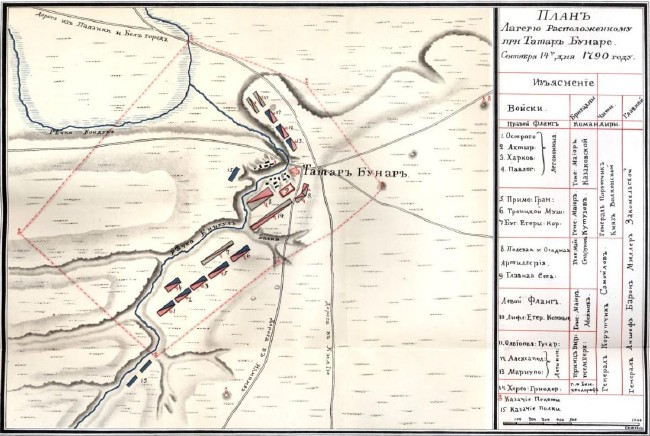
План розташування табору російських військ при Татар-Бунарі восени 1790 року.

Каді фортеці входив в Очаківський еялет Силістри. Цитадель була чотирикутником периметром в тисячу кроків. Вона мала одні ворота, що відчинялися в південний бік, а по чотирьох її кутах височіли чотири башти. Оскільки в колишні часи місце, де стояла ця фортеця, було заболочене і вкрите чагарниками очерету, то молдавські і татарські розбійники переховувалися там і нападали на каравани, що проходили повз. У фортеці, за словами Челебі, була мечеть, зерновий склад, невеликі зручні приміщення для гарнізонів на 150 воїнів. Інші житлові споруди розташовані в примикаючому посаді, де були двісті критих очеретяними плетінками будинків бідного люду, заїжджий двір, одна брудна лазня, виноградники і сади. Тутешній правитель стягував митний і ринковий збори за каравани і невільників.
За літописами Мирона Костіна, у 1680-х роках замок не використовувався за призначенням і стояв спустошеним.
22 вересня 1770 року фортеця була захоплена російськими військами, потім повернена Османській імперії, а знов приєднана згідно з Бухарестським трактатом у результаті кампанії 1806—1812 років. Восени 1790 року під час Російсько-турецької війни 1787—1792 років біля фортеці Татар-Бунар стояли табором російські війська під командуванням генерала Меллер-Закомельського. План виконав французький військовий інженер на османській службі А. Ж. де Лафітт-Клаве. В самій фортеці імовірно розмістилися командуючий з канцелярією та штабними офіцерами.

## Дослідження споруди
Татарбунарський замок є одним з найменш досліджених серед фортифікаційних споруд Північно-Західного Причорномор'я. Замку присвячені праці М. Шлапак, І. Сапожникова, Й. Кіртоаге та інших, засновані на описах, планах та картах очевидців.
Завдяки описам Евлії Челебі, А. Ж. де Лафітта-Клаве та інших, а також двом планам 1790 року, були відомі конструкція, розміри і орієнтація замку. Одну зі спроб його пошуків здійснила Південна Середньовічна експедиція ІА НАН України під головуванням Світлани Біляєвої у 2006 році, однак тоді при огляді міста не було виявлено жодних залишків середньовічних будівель чи будь-якого археологічного матеріалу. Тому місце розташування замку на місцевості було невідоме аж до експедиції 2018 року під головуванням Ігоря Сапожникова.